# Grisin spodioptile
Euchrepomis spodioptila
Espèce
Statut de conservation UICN

 LC  : Préoccupation mineure
Le Grisin spodioptile (Euchrepomis spodioptila) est une espèce de passereaux de la famille des Thamnophilidae.

## Répartition
Cet oiseau peuple principalement le plateau des Guyanes.